# Oedaspis serrata
Oedaspis serrata är en tvåvingeart som beskrevs av Amnon Freidberg och Moises Kaplan 1992. Oedaspis serrata ingår i släktet Oedaspis och familjen borrflugor. Inga underarter finns listade i Catalogue of Life.